# شاهدخت و قورباغه
شاهدخت و قورباغه انیمیشنی محصول والت دیزنی است. داستان این فیلم دربارهٔ یک پرنس سرکش و خوش گذران به نام ناوین است که توسط جادوگری حقه باز به قورباغه تبدیل می‌شود. ناوین می‌داند برای شکستن طلسم باید شاهزاده خانومی را ببوسد اما او به اشتباه دختر پیشخدمتی به نام تیانا را می‌بوسد و از آنجا که آن دختر یک شاهزاده خانوم واقعی نبود، طلسم کار نمی‌کند و او نیز به یک قورباغه تبدیل می‌شود. این گونه میشود که تیانا و ناوین باهم به جنگل فرار میکنند و در آنجا با چالش های زیادی مواجه می‌شوند. این فیلم در مراسم اسکار نامزد دو جایزه شد: بهترین انیمیشن و بهترین ترانه.

## حواشی
در سال ۲۰۰۹ و پس از اکران انیمیشن پرنسس و قورباغه پنجاه کودک آمریکایی پس از بوسیدن قورباغه به تب تیفویید ناشی از ویروس سالمونلا مبتلا شدند.

## صداپیشگان
- آنیکا نونیروس در نقش شاهدخت تیانا
- برونو کمپوس در نقش شاهپور ناوین (قورباغه)
- جنیفر کدی در نقش تمساح
- جنیفر لوئیس در نقش مامو دی
- کیت دیوید در نقش جادوگر